# Henk Rijckaert
Henk Rijckaert (Zomergem, 16 augustus 1974) is een Vlaamse cabaretier en stand-upcomedian. Sinds 2022 tourt hij door Vlaanderen met zijn voorstelling Influencer.
Rijckaert is de zoon van twee onderwijzers. Zelf werd hij later industrieel ingenieur landbouw, gaf les biologie en fysica en beschikt ook over een postgraduaat milieusanering. Aan het einde van zijn studies deed hij improvisatietheater bij The Lunatics en de Belgische Improvisatie Liga. Zo leerde hij mensen kennen uit het Gentse comedycircuit.
Henk Rijckaert gaf ook les tijdens zijn periode als leerkracht aan onder andere Xander De Rycke en Niels Destadsbader. 
Rijckaert is fervent doe-het-zelver en post zijn creaties op zijn YouTube-kanaal De Koterij.  Hij is sinds 2019 organisator van Maker Faire, een festival voor makers en creatievelingen.

## Stand-up Comedy
Met zijn programma's De Duif en Het vergrootglas haalde hij in 2002 en 2005 de finale van Humorologie. In 2005 sleepte hij de publieksprijs en de persprijs in de wacht.
Hij haalde in 2006 de finale van Cameretten met fragmenten uit Loebas.
In 2006-2007 toerde hij met het avondvullende programma Loebas, en verzorgde hij het voorprogramma voor Wim Helsen. In 2007-2008 speelde hij een reprise van Loebas in Vlaanderen, en bracht hij hetzelfde programma voor het eerst in Nederland. Sindsdien brengt Rijckaert om de twee jaar een nieuwe avondvullend programma en tourt daarmee, voornamelijk in Vlaanderen. Daarnaast speelt hij ook in line-ups, zoals Rijck & Doncker (2023), samen met collega Jens Dendoncker.
Avondvullende shows
- Loebas (2007-2008)
- Karton (2008-2009)
- Het Experiment (2010-2012)
- Zwerm (2013-2014)
- De Fun, De Hits (2015-2016)
- Technostress (2017-2018)
- Maker (2019-2020)
- Influencer (2022-2023)
- Apocalyps (2024-2025)

## Televisie en radio
In 2001 werkte Henk mee aan Microkosmos (radio - Studio Brussel) en in de daaropvolgende jaren verscheen hij in verschillende comedyprogramma's op televisie, zoals Comedy Casino, In De Ban Van Urbanus, De Bovenste Plank en Willy's en Marjetten.
Vanaf januari 2009 tot eind 2011 presenteerde hij samen met collega-comedian Bert Gabriëls drie seizoenen lang een eigen Canvas-programma, Zonde van de zendtijd. Het tweede seizoen, dat startte in januari 2010, kende spectaculaire kijkcijfers. In maart 2010 werd het programma bekroond met de Vlaamse Televisie Ster voor "Beste Humor- en Comedy Programma!".
In 2012 maakte hij voor het jongerenmagazine Magazinski, uitgezonden OP12, een wekelijkse rubriek: Boodschap van Algemeen Nutski. In februari 2013 volgt een nieuwe rubriek voor hetzelfde programma. Daarnaast was hij onder andere te zien in Twee tot de zesde macht en was hij een van de panelleden van Scheire en de schepping. In 2015 was hij als vaste gast te zien in De Schuur van Scheire, een programma op Eén met Lieven Scheire.
Sinds 2022 is hij een van de vaste verstoppers in Wie Zoekt Die Wint op VTM. In 2024 nam hij deel aan de Code van Coppens samen met Jeroen Baert.

## Online
Henk Rijckaert heeft een eigen YouTube-kanaal, De Koterij, waar hij wekelijks doe-het-zelfprojecten en experimenten uitvoert. In november 2022 telde het kanaal 267 afleveringen, 31.400 abonnees en 4.624.595 views.
Hij startte de Facebook-community voor makers, Make in Belgium.

## Maker Faire
In 2019 organiseerde Rijckaert voor het eerst de Maker Faire in Gent, een festival voor makers, doe-het-zelvers en creatievelingen. Sinds 2022 is dit een jaarlijks festival.